# Crvotočnica
Difazijastrum (crvotočnica; lat. Diphasiastrum), monotipski rod paprati u porodici Lycopodiaceae smješten u potporodicu Lycopodioideae. Postoji 20 vrsta i 5 hibrida. većina vrsta raširena je po umjerenoj sjevernoj hemisferi, jedna u Africi i Madagaskaru, i dvije u tropskoj Americi. 
U Hrvatskoj raste svega jedna vrsta, to je plosnata crvotočnica (Diphasiastrum complanatum; poznata i kao plosnata crvotočina ili spljoštena crvotočina).

## Vrste
1. Diphasiastrum alpinum (L.) Holub
2. Diphasiastrum angustiramosum (Alderw.) Holub
3. Diphasiastrum carolinum (Lawalrée) Holub
4. Diphasiastrum complanatum (L.) Holub
5. Diphasiastrum digitatum (Dill. ex A.Braun) Holub
6. Diphasiastrum falcatum B.Øllg. & P.G.Windisch
7. Diphasiastrum fawcettii (F.E.Lloyd & Underw.) Holub
8. Diphasiastrum henryanum (E.D.Br. & F.Br.) Holub
9. Diphasiastrum madeirense (J.H.Wilce) Holub
10. Diphasiastrum multispicatum (J.H.Wilce) Holub
11. Diphasiastrum nikoense (Franch. & Sav.) Holub
12. Diphasiastrum platyrhizoma (J.H.Wilce) Holub
13. Diphasiastrum sabinifolium (Willd.) Holub
14. Diphasiastrum sitchense (Rupr.) Holub
15. Diphasiastrum thyoides (Humb. & Bonpl. ex Willd.) Holub
16. Diphasiastrum tristachyum (Pursh) Holub
17. Diphasiastrum veitchii (Christ) Holub
18. Diphasiastrum wightianum (Wall. ex Hook. & Grev.) Holub
19. Diphasiastrum yueshanense (C.M.Kuo) Holub
20. Diphasiastrum zanclophyllum (J.H.Wilce) Holub
21. Diphasiastrum ×habereri (House) Holub
22. Diphasiastrum ×issleri (Rouy) Holub
23. Diphasiastrum ×oellgaardii Stoor, Boudrie, Jérôme, K.Horn & Bennert
24. Diphasiastrum ×verecundum A.V.Gilman
25. Diphasiastrum ×zeilleri (Rouy) Holub

## Vanjske poveznice
|  | Zajednički poslužitelj ima još gradiva o temi Diphasiastrum |
|  | Wikivrste imaju podatke o taksonu Diphasiastrum             |